# 환경 공간
수학에서, 환경 공간(영어: ambient space)은 공간을 둘러싸는 공간이다. 공간은 독립적인 대상으로서 또는 더 큰 환경 공간의 부분 공간으로서 연구할 수 있다. 공간의 성질은 환경 공간과 독립적일 수도, 환경 공간의 선택에 따라 다를 수도 있다.

## 예
- 두 직선의 위치 관계는 환경 공간의 차원에 따라 다르게 분류된다. 2차원 환경 공간 속 두 직선의 위치 관계는 평행·교차밖에 없으나, 3차원 환경 공간 속 두 직선의 위치 관계는 그 밖에 꼬인 위치가 더 있다.
- 위상 공간의 열림·닫힘 여부는 환경 공간에 따라 다를 수 있다. 예를 들어, 표준적인 위상 아래, 구간 {\displaystyle (0,1)}는 실수 공간 {\displaystyle \mathbb {R} }의 열린집합이나, 2차원 유클리드 공간의 열린집합이 아니다.

## 같이 보기
- 짜임새 공간
- 다양체
- 리치 곡률 텐서
- 미분 형식

## 참고 문헌
- Tao, Terence (2016). 《Analysis I》. Texts and Readings in Mathematics (영어) 37 3판. Singapore: Springer. doi:10.1007/978-981-10-1789-6. ISBN 978-981-10-1789-6. ISSN 2366-8725. LCCN 2016940817.